# اریک الملوف
اریک الملوف (انگلیسی: Erik Almlöf؛ ۲۰ دسامبر ۱۸۹۱ – ۱۸ ژانویه ۱۹۷۱ (aged 79)) ورزشکار دو و میدانی اهل سوئد بود.
وی در مسابقات کشوری و بین‌المللی در مجموع برندهٔ ۲ مدال برنز شده‌است.